# Aquilón

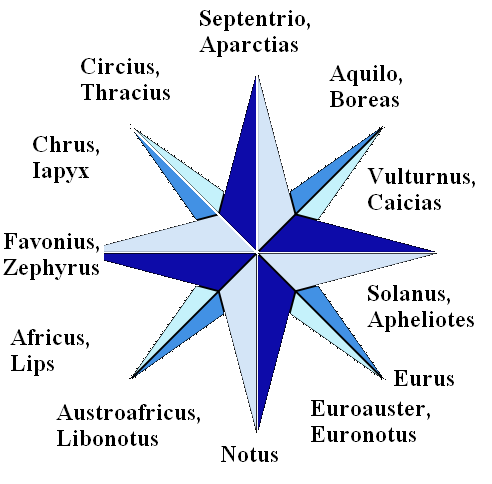
Aquilón y Boreas en la Rosa de los vientos en latín y griego, según el Museo Pío-Clementino.

Aquilón o Aquilo (en latín, Aquilo), en la mitología romana, es el dios de los vientos septentrionales (del norte), fríos y tempestuosos.
Un nombre alternativo, utilizado más raramente para el viento del norte, es el de Septentrio, una palabra derivada de septem triones ("siete bueyes"), por referirse a las siete estrellas que se destacan en el norte, en la constelación de la Osa Mayor.
Su homólogo griego es Boreas.

## Representación
A menudo es representado bajo la figura de un anciano con su pelo blanco desordenado.

## Mitología
Es uno de los cuatro Ventus Venti (vientos provenientes de los cuatro puntos cardinales), hijo de Eolo y la Aurora, con Favonio, Vulturno y Auster.
Ovidio, en su Metamorfosis escribe:
"En el acto encierra en las cuevas de Eolo al Aquilón y a cuantos vientos hacen huir a las nubes acumuladas, y suelta al Noto."
Plinio lo asocia con Circio y Aparctias.
Para Maurice de La Porte, "Aquilón es un viento del norte que los griegos llamaban Boreas."